# Punta Chivato Airport
Punta Chivato Airport är en flygplats i Mexiko.   Den ligger i kommunen Mulegé och delstaten Baja California Sur, i den västra delen av landet, 1 600 km nordväst om huvudstaden Mexico City. Punta Chivato Airport ligger 7 meter över havet.
Terrängen runt Punta Chivato Airport är platt. Havet är nära Punta Chivato Airport åt sydost.  Närmaste större samhälle är Mulegé, 19,8 km söder om Punta Chivato Airport. Omgivningarna runt Punta Chivato Airport är i huvudsak ett öppet busklandskap.